# 박민경 (배우)
박민경(1982년 7월 15일 ~ )은 대한민국의 배우이다. 개명 전 이름은 박현진이며 과거에는 연우현진이라는 예명으로 모델활동했다.

## 학력
- 부산대학교 미술학과 중퇴

## 출연 작품
- 《말아톤》 (2005년) - 얼룩무늬 스커트 입은 여자 역
- 《용의주도 미스신》 (2007년) - 유진 역.
- 《나탈리》 (2010년) - 오미란 역.
- 《ID백설공주 3D》 (2011년)
- 《나의 오른쪽, 당신의 왼쪽》 (2012년)
- 《조선명탐정: 사라진 놉의 딸》 (2015년) - 검계 1 역.
- 《착한아내》 (2015년) - 서연 역.
- 《신 전래동화》 (2018년) - 논개 역.
- 《인드림》 - 은숙 역.

### 드라마
- 《일단 뛰어》 (KBS2, 2006년, 중도 합류)[1]
- 《러브 레이싱》 (코미디TV, 2007년) - 백지미 역.
- 《태양을 삼켜라》 (SBS, 2009년) - 에이미 역.
- 《환상거탑》 (tvN, 2013년) - 말숙 역.
- 《파랑새는 있다》 (TV조선, 2014년) - 희진 역

### 뮤직비디오
- 김장훈 - 소나기
- 디 에이디 - 신 희망사항
- 타이키즈 - 연상연하
- 원티드 - I promise you
- 이승철 - 떠나지마
- 버블시스터즈 - 눈물이나요
- ...않아 - koffee

### CF
- 이노스트림 핸드폰(중국), Ktf 핌 (2004년)
- Kt 기업광고-유비쿼터스 ,테이스터스 커피믹스, (2005년)
- 끌레도르 아이스크림,현대해상-다이렉트 보험 , 동아제약 - 에너젠,화이트맥주 (2006년)
- 휘슬러, 후지제록스, 쿠쿠, 남양 유업 ,엑스피드(2007년)
- Ktf-월드폰뷰 ,킥스PAO(2008년)
- LG - 자이 (2010년)
- 신한카드 초능력가족편 (2019년)
- 퀸잇(2022년)

## 수상
- 2002년 월드 미스 유니버시티 포토제닉상